# NGC 5633
NGC 5633 este o emission-line galaxy⁠(d) situată în constelația Boarul. A fost descoperită în 11 mai 1787 de către William Herschel. Se află la o distanță de 54,45 de megaparseci de Pământ.